# Канарниця золотиста
Канарниця золотиста (Culicicapa helianthea) — вид горобцеподібних птахів родини Stenostiridae.

## Поширення

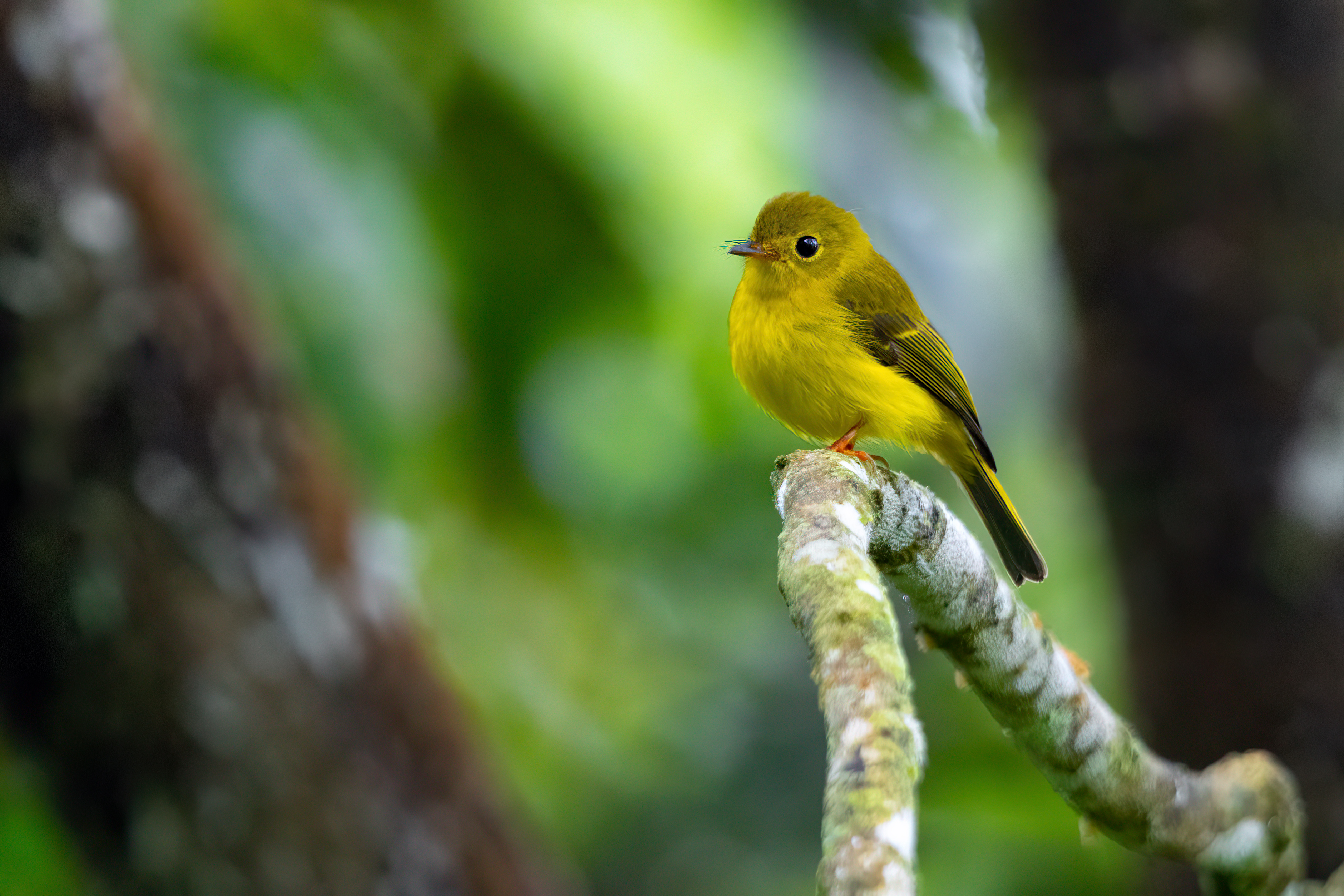
C. helianthea, Північне Сулавесі

Вид поширений на Філіппінах та в Індонезії (Сулавесі та Молуккські острови). Трапляється у тропічних та субтропічних гірських вологих лісах.

## Спосіб життя
Живиться комахами. Сезон розмноження триває з квітня по липень.